# Betsiel Hernández
Areli Betsiel Hernández Huerta (San Luis de la Paz, Guanajuato, México; 22 de diciembre de 1994) es un futbolista mexicano. Juega como defensa y su equipo es el Club Tijuana de la Liga MX.

## Trayectoria
Tuvo sus inicios en el 2011 con el Deportivo Neza de la Tercera División de México, ese mismo año fue reclutado por el equipo sub-17 del Querétaro Fútbol Club. Debutó con el primer equipo el 24 de julio de 2012 en un partido de la Copa México ante Correcaminos UAT, entró de cambio al minuto 67 en lugar de Armando Pulido y el marcador final fue de 1-2 a favor de Correcaminos. Unos días después, el 21 de agosto, disputó su primer partido en primera división en la derrota 0-4 contra el Club América entrando de cambio al minuto 57 por Daniel Alcántar.

## Estadísticas
Actualizado al último partido jugado el 26 de octubre de 2023.
| Querétaro F. C. · México                               |               |               |    |   |    |   |   |    |     |   |
| 1.ª                                                    | 2012-13       | 10            | 1  | 0 | 0  | - | - | 0  | 0   |   |
| 1.ª                                                    | 2013-14       | 10            | 3  | 3 | 0  | - | - | 0  | 0   |   |
| 1.ª                                                    | 2015-16       | 8             | 0  | 1 | 0  | - | - | 0  | 0   |   |
| 1.ª                                                    | 2016-17       | 12            | 1  | 0 | 0  | - | - | 0  | 0   |   |
| 1.ª                                                    | 2018-19       | 5             | 1  | 1 | 0  | - | - | 0  | 0   |   |
| 1.ª                                                    | 2019-20       | 6             | 0  | 1 | 0  | - | - | 7  | 0   |   |
| Total club                                             | Total club    | 51            | 6  | 6 | 0  | 0 | 0 | 57 | 6   |   |
| Club Irapuato · México                                 |               |               |    |   |    |   |   |    |     |   |
| 3.ª                                                    | 2013-14       | 16            | 3  | 9 | 0  | - | - | 0  | 0   |   |
| Total club                                             | Total club    | 16            | 3  | 9 | 0  | 0 | 0 | 0  | 0   |   |
| Atlético San Luis · México                             |               |               |    |   |    |   |   |    |     |   |
| 2.ª                                                    | 2014-15       | 8             | 0  | 0 | 0  | - | - | 0  | 0   |   |
| Total club                                             | Total club    | 8             | 0  | 0 | 0  | 0 | 0 | 0  | 0   |   |
| Cafetaleros de Tapachula · México                      |               |               |    |   |    |   |   |    |     |   |
| 2.ª                                                    | 2015-16       | 16            | 0  | 5 | 0  | - | - | 0  | 0   |   |
| Total club                                             | Total club    | 16            | 0  | 5 | 0  | 0 | 0 | 0  | 0   |   |
| Cimarrones de Sonora · México                          |               |               |    |   |    |   |   |    |     |   |
| 2.ª                                                    | 2017-18       | 19            | 2  | 1 | 0  | - | - | 0  | 0   |   |
| Total club                                             | Total club    | 19            | 2  | 1 | 0  | 0 | 0 | 20 | 2   |   |
| Dorados · México                                       |               |               |    |   |    |   |   |    |     |   |
| 2.ª                                                    | 2022-23       | 22            | 1  | - | -  | - | - | 0  | 0   |   |
| 2.ª                                                    | 2023-24       | 12            | 1  | - | -  | - | - | 0  | 0   |   |
| Total club                                             | Total club    | 34            | 2  | 0 | 0  | 0 | 0 | 34 | 2   |   |
| Total carrera                                          | Total carrera | Total carrera | 94 | 2 | 28 | 0 | 0 | 0  | 122 | 2 |
| (1)Incluye datos de la Copa México (2)Incluye datos de |               |               |    |   |    |   |   |    |     |   |

## Palmarés

### Campeonatos nacionales
Copa MX Clausura 2016
Liga mx